# Swinhoesfasan
Swinhoesfasan (latin: Lophura swinhoii) er en hønsefugl, der lever på Taiwan.